# Ботелл-Іст (Вашингтон)
Ботелл-Іст (англ. Bothell East) — переписна місцевість (CDP) в США, в окрузі Сногоміш штату Вашингтон. Населення — 13 970 осіб (2020).

## Географія
Ботелл-Іст розташований за координатами 47°48′23″ пн. ш. 122°11′4″ зх. д. / 47.80639° пн. ш. 122.18444° зх. д. (47.806511, -122.184306).  За даними Бюро перепису населення США в 2010 році переписна місцевість мала площу 5,31 км², уся площа — суходіл.

## Демографія
Згідно з переписом 2010 року, у переписній місцевості мешкало 8018 осіб у 2879 домогосподарствах у складі 2170 родин. Густота населення становила 1509 осіб/км².  Було 3139 помешкань (591/км²).
Расовий склад населення:
| - 63,1 % — білих - 27,8 % — азіатів - 2,1 % — чорних або афроамериканців - 0,6 % — корінних американців - 0,2 % — вихідців з тихоокеанських островів - 1,9 % — осіб інших рас |

До двох чи більше рас належало 4,4 %. Частка іспаномовних становила 5,7 % від усіх жителів.
За віковим діапазоном населення розподілялося таким чином: 27,7 % — особи молодші 18 років, 65,2 % — особи у віці 18—64 років, 7,1 % — особи у віці 65 років та старші. Медіана віку мешканця становила 33,5 року. На 100 осіб жіночої статі у переписній місцевості припадало 97,6 чоловіків;  на 100 жінок у віці від 18 років та старших — 97,6 чоловіків також старших 18 років.
Середній дохід на одне домашнє господарство  становив 124 257 доларів США (медіана — 105 104), а середній дохід на одну сім'ю — 142 962 долари (медіана — 123 884). Медіана доходів становила 91 367 доларів для чоловіків та 62 369 доларів для жінок. За межею бідності перебувало 4,0 % осіб, у тому числі 1,2 % дітей у віці до 18 років та 6,5 % осіб у віці 65 років та старших.
Цивільне працевлаштоване населення становило 4851 осіб. Основні галузі зайнятості: науковці, спеціалісти, менеджери — 21,9 %, виробництво — 15,3 %, освіта, охорона здоров'я та соціальна допомога — 14,6 %.